# Jean de Selve
Pour les articles homonymes, voir Selve.
Jean de Selve est un magistrat et diplomate français, né le 17 avril 1475, mort le 10 décembre 1529.
- Les armes de la famille de Selve sont d'azur, à deux faces ondées d'argent ;
- Leur devise est « Spes antiqua domus » (Espoir en ta vieille patrie).

Jean de Selve, (huitième enfant, 1er du second mariage de Fabien de Selve ?), né le 17 avril 1475, dans le Bas-Limousin d’où sa famille était originaire, seigneur de Cromières, à Cussac, en Haute-Vienne (châtellenie achetée 20 000 livres à Antoine de Pompadour, chanoine de Paris, archidiacre de Poitiers, évêque de Condom, en 1515 et dont il prit quittance finale en 1519), de Villiers-le-Châtel, faisant partie de l'actuelle commune de Cerny (Essonne), et d’Huison (le premier connu par titres).

## Famille
Marié le 18 janvier 1502 (contrat le 2 janvier 1502) à Cécile de Buxis (ou Buxy ou Des Buis ?), fille de Jean (ou Antoine ?) de Buxis, conseiller au parlement de Toulouse, & de Béatrice (Béatrix) de Monestier, dame de Monstrade (ou Moustade ?), en Languedoc, dont 12 enfants, 6 fils et 6 ou 7 ? filles :
- Lazare de Selve, seigneur de Cromières (Haute-Vienne), gentilhomme ordinaire de la chambre du roi, ambassadeur en Suisse. Marié le 15 août 1524 avec Catherine Pignard et liaison avec Nicole Bault ;

- Odet de Selve, seigneur de Marignan (Italie) 1504 - 1563, conseiller au Parlement de Paris de 1540 à 1542, conseiller (1542) puis président du Grand-Conseil, ambassadeur à Londres, Venise et Rome ;

- Georges de Selve (1506-1541), évêque de Lavaur de 1526 à 1540, en Angleterre (1533), auprès de la république de Venise (20 janvier 1535-18 juin 1536) puis du Pape à Rome (1536), Vienne (arrivé en avril 1540), en Allemagne (1539) et en Espagne (1540) ;

- Jean Francisque de Selve, seigneur de Duisans (Essonne), panetier ordinaire du roi, ambassadeur à Constantinople en Turquie. Marié avec Adrienne Leclerc ;

- Jean Paul de Selve (Paul Ier) († 1570), abbé de Saint-Vigor-les-Bayeux, ambassadeur à Rome de 1556 à 1558, 20e évêque de Saint-Flour de 1567 à 1569, premier aumônier et précepteur du Duc d'Anjou devenu Henri III (1551-1589), roi de France de 1574 à 1589 ;

- Claude de Selve, abbé commendataire de Saint-Vigor-les-Bayeux, conseiller et maître d'hôtel de la Reine Catherine de Médicis (1519-1589) ;

- Anne Marthe de Selve, née en 1540 :
  - mariée avec François Roger, procureur général au Parlement de Rouen,
  - mariée avec Pierre Rémond, seigneur de Courcelles, né avant 1537, décédé le 29 mai 1553, premier président du Parlement de Rouen, (successeur de François de Marcillac, époux de Madeleine de Selve, la sœur de son épouse),
  - mariée avec Jean Potier, seigneur de La Terrasse.

- Madeleine de Selve, mariée avec François de Marcillac, chevalier ;

- Louise de Selve († vers 1547), mariée avec Jean Roger puis avec Etienne de Montmirail ;

- Isabelle de Selve, légataire du fief de Cromières, mariée vers 1550 avec Jean de Bermondet ;

- Marguerite de Selve, gouvernante de Catherine de Bourbon (1559-1604), sœur d'Henri IV. Mariée avec Lancelot du Monceau de Tignonville, seigneur de Tignonville (Loiret) dont :
  - Jeanne du Monceau de Tignonville, mariée le 7 février 1582, Paris, avec François Jean Charles de Pardaillan, baron de Pardaillan († 1598). Jeanne du Monceau de Tignonville, baronne de Panjas, fut une maîtresse du roi de Navarre et futur roi de France Henri IV.
- Jeanne de Selve, dame d'Enval (Brive, Corrèze) († v. 1599), mariée vers 1560 julien avec Sébastien de Juyé, seigneur d'Enval (Brive, Corrèze) ;
- Marie de Selve, mariée avec Guillaume de Beaumont, seigneur du Boulay, capitaine huguenot surnommé par Dom Morin « Le grand larron du Gâtinais ». Fils de Pierre de Beaumont et Guillemette de Poinville.

## Carrière
Ayant de l’inclination pour les lettres, quitta la profession des armes que son père avait suivie, pour s’adonner à l’étude de la jurisprudence comme boursier à Paris.
D’abord gérant de droit puis conseiller au Parlement de Languedoc en 1500, avant sa trentième année, puis conseiller au Parlement de Paris, président de l’échiquier de Normandie (Parlement de Normandie à Rouen), ambassadeur en Angleterre, fut chargé au commencement de 1474, avec le duc de Longueville et Thomas Bohier, des négociations qui aboutirent le 7 avril 1474 à la signature du traité de Londres entre Louis XII et Henri VI d'Angleterre, à son retour le roi Louis XII le nomma président du Parlement de Normandie à Rouen (lors de son érection par ce prince en 1499), où il fut reçu le 1er octobre 1499. Il exerça cette charge jusqu’au 2 mars 1507 et fut élevé à celle de premier président du Parlement de Normandie à Rouen en 1507, à la place de Geoffroy Herbert, évêque de Coutances, et il exerça jusqu’en 1514, pendant lequel temps il fut chargé par le roi de diverses négociations et ambassades en Angleterre comme il appert par les registres de ce même parlement.
Il fut reçu conseiller au Parlement de Paris le 3 décembre 1511 au lieu de Pierre Gouffier (Arch. nat., Xla 1514, fol. 9, 14 v°).
François Ier l’honora de sa confiance comme il est prouvé par les lettres de ce monarque au nombre de plus de cent cinquante. Il lui donna en 1514 les provisions de la place de premier président au Parlement de Bordeaux le 25 mai 1515, il eut pour successeur François de Belcier, chevalier, seigneur de Saint-Germain.
Pendant ce temps, le roi ayant conquis le duché de Milan en 1515, lui confia une mission qui exigeait tout à la fois du jurisconsulte et de l’homme d’État, celle d’établir l’autorité de la France dans le Milanais avec la présidence de la cour de justice et le titre de vice-chancelier. Par lettres de François Ier du 28 décembre 1515, celui-ci permet à Jean de Selve de tenir et exercer l’office de premier président au Parlement de Bordeaux avec celui de vice-chancelier de Milan et à continuer de toucher les gages de cet office, même en son absence, gages se montant alors à 1 450 livres tournois par an. Enregistrées par les trésoriers le 15 janvier 1516, ordonnance par délibération de la cour du Parlement de Bordeaux du 13 février 1517 pour faire payer au dit Jean de Selve les gages dus. Lorsque cet État se fut soustrait à la domination de ce prince, il revint à en France où il continua ses fonctions ordinaires.

### Excellent citoyen, habile négociateur et savant magistrat
Lorsque François Ier eut été fait prisonnier à la bataille de Pavie, le 24 février 1525, Louise de Savoie, sa mère et régente, le choisit pour aller à Madrid traiter de sa délivrance avec l’empereur Charles Quint. Il y fut envoyé avec François de Tournon, évêque d’Embrun, depuis cardinal, et Philippe Chabot, baron de Brion ; mais il était chargé des plus secrètes instructions. Après avoir heureusement exécuté le traité de Madrid, signé le 14 janvier 1526, il fut honoré de la place de premier président au Parlement de Paris en 1520. Lorsque les ambassadeurs de Charles Quint vinrent réclamer la cession de la Bourgogne, qui était une des conditions du traité, il leur répondit, à la tête de sa compagnie : « Le dit seigneur roi ne peut aliéner le dit Duché ; car il est obligé d’entretenir les droits de la couronne, laquelle est à lui, et à ses peuples et à ses sujets communs ».
Le roi lui donnait le 29 mars 1525, 20 000 livres pour services en Italie et dans ses missions. Et pour le remercier de sa libération, vers 1527, François Ier lui donna le fief de Villiers à Cerny, autrefois Villiers-le-Châtel, dans le sud de l'Essonne. Le château de Villiers, est l'un des plus anciens de l'Essonne. Il a appartenu à Alix de Champagne qui le réunit à la couronne de France par son mariage avec Louis VII en 1165. Il fut donné trois siècles plus tard, en 1450, à titre de fief, par Louis XI à son barbier Olivier Le Daim. Après la mort d'Olivier Le Daim, le château fit retour à la couronne en 1515.
Il fut nommé en 1529 par les cours souveraines pour porter de leur part la parole aux États du royaume assemblés à Paris ; et s’il eut survécu au Cardinal de Prat, il eut été nommé chancelier, ainsi qu’il parait par une lettre du Maréchal de Lautrec à lui adressée.
C'est lui qui édite, pour la première fois, les Chroniques de Philippe de Commines, publiées en 1523 sous le titre Cronique et histoire faicte et composée par messire Philippe de Comines.
Il mourut à Paris le 10 décembre 1529, âgé de 54 ans, dans l’exercice de ses fonctions et fut enterré dans l’église Saint-Nicolas-du-Chardonnet (39, boulevard Saint-Germain, 75005 Paris) où l’on voit encore son épitaphe. Ses négociations, ses discours, ses conférences pour la délivrance de François Ier sont à la bibliothèque du roi.
L'avocat Versoris consigne sa mort en ces termes, sur ses tablettes : « Le samedi XIe jour décembre (1529), Monsieur Maistre Jehan Salva, premier président en la cour de parlement, fut enterré à l'église Saint-Nicolas du Chardonnet, sa paroisse. Il fut plaint et regretté et non sans cause, car il estoit homme prudent, saige, vertueux et moult bon juge. Se fut grand dommaige pour le réaulme. Dieu lui fasse mercy. »
Il eut pour neveu Jean de Serre, président à l’échiquier de Rouen.

## Épitaphes de Jean de Selve (1529)
Mellin de Saint-Gelais (1491 ?-1558) a composé une épitaphe en vers français pour Jean de Selve, qui commence « Si tost que Mort Jean de Selve eut vaincu ». En l'état de nos connaissances, il semble que cela soit le plus ancien (ou l'un des plus anciens) poème(s) du poète de cour.
On connaît également une autre épitaphe consacrée au défunt. Le texte en est, cette fois, composé en latin sur marbre noir. Rien n'indique que Saint-Gelais en soit l'auteur.
« D.O.M. (Deo optimo maximo) Joanni Selvæ parisiensis senatus amplissimi ordinis præsidi summo. Magnæ probitatis Atque integritatis viro, deque republica in quamulto honoris et digitatis gradus, cum eos propter incredibilem ejus moderantiam non cupivisset, adeptus est bene merito. Apud insubres, anglos atque hispanos, cumde rebus maximis ad eos missus est, ob eximiam ejus in administrandis negotiis prudentiam, cæterasque non vulgares virtutes præcognito, valdeque laudato. Regi magno francisco a quo in sanctus atque interius consilium assumptus est, ob exploratam difficilimis atque gravissimis temporibus fidem ejus et industriam, grato atque probato. Cæciliæque Buxiæ bonæ gnati caste, pudice ac liberater ab illis, dum vixerunt educati parentibus optimis atque charissimis. P.P. (Pater patriæ) »
Traduction :
« À la mémoire de Jean de Selve, premier président de l’ordre le plus important du parlement parisien. C’était un homme d’une grande probité et d’une grande intégrité, qui a bien mérité du royaume dans lequel il est parvenu à de nombreux degrés d’honneur et de dignité bien qu’il ne les ait pas brigués, en raison de son incroyable modestie. Chez les Insubriens, les Anglais et les Hispaniens où il fut envoyé en mission, en raison de son extraordinaire compétence à régler les problèmes et en raison aussi de ses autres qualités qui étaient hors du commun, sa renommée l’avait précédé et il fut grandement loué. Le grand François Ier l’honora de sa confiance et de son estime en l’admettant dans son conseil privé, plus réservé, plus intime, compte tenu de la loyauté et du dévouement indéfectible dont il fit preuve envers lui dans des circonstances très difficiles et très pénibles. Les enfants de l’excellente Cécile de Buxie furent élevés dans la vertu, l’honneur et la courtoisie par ces illustres parents tant qu’ils vécurent, ces illustres parents qui étaient les meilleurs et les plus aimés. P.P. (Père de la patrie) »
On possède un portrait de Jean de Selve, intitulé Jean de Selve, premier président au Parlement de Paris (1475-1529), commandé par Louis-Philippe pour le musée d'Histoire de France de Versailles en 1838, où il est toujours exposé. Il est l'œuvre de Joseph Albrier (1791-1863) et mesure 26 x 21 cm. Ce portrait commandé par Louis-Philippe a certainement été inspiré par l'ancienne gravure de Nicolas de Larmessin (1640-1725) exposée au musée de Tulle.